# Brazil (pjesma)
Brazil je pjesma srpske pjevačice Bebi Dol koja je predstavljala Jugoslaviju na Pjesmi Eurovizije 1991. Glazbu za pjesmu je napisao Zoran Vračević, a tekst je napisala Dragana Šarić. 

## Jugovizija i Pjesma Eurovizije
Pjesma je pobjedila na Jugoviziji koja se te godine održala 9. ožujka u Sarajevu. Pjesma je pobjedila s dva glasa više od pjesme Daj obuci levisice Danijela Popovića. Na Euroviziji je nastupila prva od 22 pjesme. Završila je na 21. mjestu sa samo jednim bodom.